# Lista de telenovelas brasileiras com maior audiência

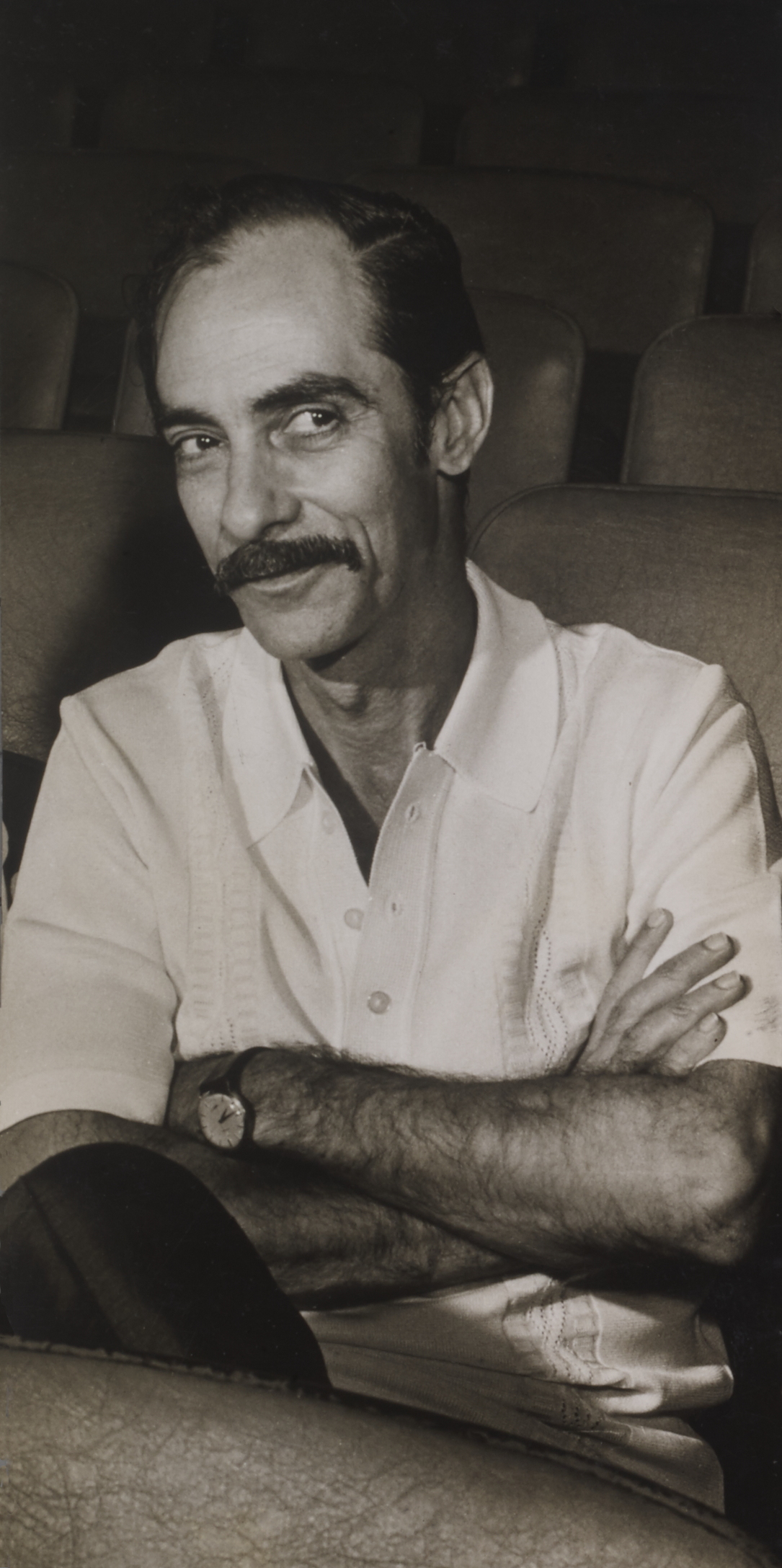
Dias Gomes, autor principal de Roque Santeiro, telenovela brasileira com maior índice geral de audiência na história.

Esta é uma lista de telenovelas brasileiras com maior audiência. O gênero telenovela foi criado no Brasil em 1951, com a exibição de Sua Vida Me Pertence e tornou-se popular deste então, sendo por diversas vezes o formato televisivo com maior audiência dentre as emissoras e sua programação, além de serem vendidas para diversos países.
As telenovelas brasileiras passaram a ser diárias após a introdução do videotape, em 1963, sendo 2-5499 Ocupado, da Rede Excelsior em São Paulo a primeira exibida neste formato. A primeira novela considerada de grande sucesso entre o público é O Direito de Nascer, produzida e exibida pela TV Tupi São Paulo e TV Rio, introduzindo o hábito popular de assistir telenovela no horário nobre.

## Metodologias de medição da audiência
O Instituto Brasileiro de Opinião Pública e Estatística (Ibope) iniciou a pesquisa de audiência da televisão em abril de 1954, quatro anos após ocorrer a primeira transmissão televisiva no Brasil, realizada pela Rede Tupi. A metodologia utilizada era a pesquisa por flagrante, semelhante à feita para medir a audiência do rádio, onde os pesquisadores batiam à porta dos domicílios selecionados para a amostra e perguntavam se o aparelho de televisão estava ligado e, se sim, em qual emissora. As pesquisas regulares de audiência tiveram início após o Ibope cadastrar 18 000 domicílios em São Paulo, gerando os índices de audiência domiciliar (AD), que correspondiam a porcentagem de domicílios com televisor sintonizado em determinada emissora e/ou programa. Os primeiros relatórios do Instituto receberam o nome de Boletins de Assistência de Televisão (BAT), que traziam os índices de audiência por dia da semana e faixa horária. As pesquisas eram feitas entre 9 e 22 horas.
A metodologia de pesquisa por flagrante domiciliar tornou-se ineficiente de modo que a televisão crescia substancialmente no país: o número de aparelhos de televisão passou de 25 mil na década de 1950 para 200 mil na década de 1960 e chegou a 4 milhões na década de 1970. Além disso, havia uma limitação apenas a medição de audiência domiciliar, não havendo a possibilidade de qualificação de acordo com segmentos populacionais. A precisão dos dados era questionável, de modo que havia a possibilidade de o entrevistado mudar de canal após o flagrante, sem ser contabilizado no índice de audiência, além de que a cada entrevista eram sorteados novos domicílios para compor a amostra, tornando o método insuficiente para o desenvolvimento de técnicas de planejamento de mídia. Pensando na evolução da televisão no país e a necessidade de aprimorar as técnicas de pesquisa, o Ibope introduziu, em 1977, os Cadernos Diários, que era uma metodologia baseada em uma amostra fixa de 920 domicílios na Região Metropolitana de São Paulo. Nos domicílios era deixado um diário onde as pessoas anotavam o que assistiam na televisão em intervalos de 15 minutos, permitindo monitorar a mudança de hábito e perfil das pessoas que estavam assistindo televisão, além do cálculo da audiência individual por sexo e faixa etária.
Em 1985 o Ibope incorporou o instituto AudiTV e passou a utilizar uma tecnologia conhecida como setmeter, desenvolvida e financiada em 1969 por um grupo de publicitários que demandavam uma modernização da pesquisa de audiência, eliminando as restrições que haviam nas metodologias do Ibope. Inspirando em modelos utilizados no Japão e Estados Unidos, o setmeter consistia em um aparelho eletrônico acoplado nos aparelhos de televisão dos domicílios da amostra que registravam o canal sintonizado conforme faixas horárias, perfurando fitas em intervalos de 15 minutos. Essa metodologia começou a ser utilizada simultaneamente com os Cadernos Diários no ano seguinte, colocando fim no método de pesquisa por flagrante.
Em 1989 o Ibope introduziu o método people meter, implementado através de uma amostra de 256 domicílios. Através desse método, os índices de audiência domiciliar e individual eram emitidos a cada minuto através de um aparelho eletrônico, representando uma grande evolução na medição da audiência televisiva no país. O peoplemeter unia a precisão no recolhimento dos dados e a eficiência na transmissão deles do método setmeter com a individualização da audiência do método dos Cadernos Diários. No método people meter, o reconhecimento do programa que está sendo assistido é feito através da análise e identificação do áudio que está sendo tocado no televisor, com os dados sendo transmitidos via rede celular e enviados à central do Ibope para a consolidação dos dados e posterior análise. A partir de fevereiro de 1991 começam a ser emitidos relatórios de audiência domiciliar mensurada com base na metodologia people meter, cuja amostra se expande para 600 domicílios no ano seguinte. A partir de julho de 1992 começam a ser emitidos relatórios de audiência individual, por segmentos populacionais. Atualmente, este é o método utilizado para medição da audiência.
| Representatividade do ponto de audiência do Ibope (Na Região Metropolitana de São Paulo) | Representatividade do ponto de audiência do Ibope (Na Região Metropolitana de São Paulo) |
| ---------------------------------------------------------------------------------------- | ---------------------------------------------------------------------------------------- |
| Período                                                                                  | Quantidade de domicílios                                                                 |
| Janeiro—Março de 1985                                                                    | 28 170                                                                                   |
| Março—Outubro de 1985                                                                    | 28 470                                                                                   |
| Outubro de 1985—Março de 1987                                                            | 29 070                                                                                   |
| Março—Maio de 1987                                                                       | 30 560                                                                                   |
| Maio—Setembro de 1987                                                                    | 31 190                                                                                   |
| Setembro de 1987—Junho de 1988                                                           | 31 830                                                                                   |
| Junho—Setembro de 1988                                                                   | 37 260                                                                                   |
| Setembro de 1988—Dezembro de 1989                                                        | 38 080                                                                                   |
| 1990—1995                                                                                | 39 250                                                                                   |
| 1996                                                                                     | 39 700                                                                                   |
| 1997                                                                                     | 40 530                                                                                   |
| 1998                                                                                     | 41 470                                                                                   |
| 1999                                                                                     | 42 720                                                                                   |
| 2000—2001                                                                                | 43 000                                                                                   |
| 2002                                                                                     | 47 000                                                                                   |
| 2003—2004                                                                                | 48 500                                                                                   |
| 2005                                                                                     | 49 500                                                                                   |
| 2006—2007                                                                                | 52 300                                                                                   |
| 2008—2009                                                                                | 55 500                                                                                   |
| 2010                                                                                     | 59 864                                                                                   |
| 2011                                                                                     | 58 236                                                                                   |
| 2012                                                                                     | 60 200                                                                                   |
| 2013                                                                                     | 61 952                                                                                   |
| 2014                                                                                     | 65 201                                                                                   |
| 2015                                                                                     | 67 112                                                                                   |
| 2016                                                                                     | 69 417                                                                                   |
| 2017                                                                                     | 70 500                                                                                   |
| 2018                                                                                     | 71 855                                                                                   |
| 2019                                                                                     | 73 015                                                                                   |
| 2020                                                                                     | 74 987                                                                                   |
| 2021                                                                                     | 76 577                                                                                   |
| 2022                                                                                     | 74 666                                                                                   |
| 2023                                                                                     | 76 953                                                                                   |
| 2024                                                                                     | 73 279                                                                                   |
| 2025                                                                                     | 77 488                                                                                   |

## Telenovelas por média geral
| #  | Informações sobre a telenovela | Informações sobre a telenovela | Informações sobre a telenovela | Informações sobre a telenovela                    | Audiência em São Paulo | Audiência em São Paulo | Ref.   |
| #  | Título                         | Emissora                       | Capítulos                      | Exibição original                                 | Média geral            | Total de domicílios    | Ref.   |
| -- | ------------------------------ | ------------------------------ | ------------------------------ | ------------------------------------------------- | ---------------------- | ---------------------- | ------ |
| 1  | Roque Santeiro                 | Globo                          | 209                            | 24 de junho de 1985 até 22 de fevereiro de 1986   | 74 pontos              | 2,11 milhões           | [ 27 ] |
| 2  | Tieta                          | Globo                          | 196                            | 14 de agosto de 1989 até 31 de março de 1990      | 65 pontos              | 2,51 milhões           | [ 28 ] |
| 3  | Top Model                      | Globo                          | 197                            | 18 de setembro de 1989 até 4 de maio de 1990      | 64 pontos              | 2,47 milhões           | [ 29 ] |
| 4  | O Salvador da Pátria           | Globo                          | 185                            | 9 de janeiro de 1989 até 11 de agosto de 1989     | 62 pontos              | 2,36 milhões           | [ 30 ] |
| 5  | Pai Herói                      | Globo                          | 178                            | 29 de janeiro de 1979 até 18 de agosto de 1979    | 61 pontos              | —                      | [ 31 ] |
| 5  | Rainha da Sucata               | Globo                          | 179                            | 2 de abril de 1990 até 27 de outubro de 1990      | 61 pontos              | 2,39 milhões           | [ 32 ] |
| 6  | Renascer                       | Globo                          | 213                            | 8 de março de 1993 até 13 de novembro de 1993     | 60 pontos              | 2,35 milhões           | [ 33 ] |
| 7  | Dancin' Days                   | Globo                          | 174                            | 10 de julho de 1978 até 27 de janeiro de 1979     | 59 pontos              | —                      | [ 34 ] |
| 8  | Pedra sobre Pedra              | Globo                          | 178                            | 6 de janeiro de 1992 até 1 de agosto de 1992      | 57 pontos              | 2,23 milhões           | [ 35 ] |
| 9  | Vale Tudo                      | Globo                          | 204                            | 16 de maio de 1988 até 6 de janeiro de 1989       | 56 pontos              | 2,10 milhões           | [ 36 ] |
| 10 | De Corpo e Alma                | Globo                          | 185                            | 3 de agosto de 1992 até 5 de março de 1993        | 52,7 pontos            | 2,09 milhões           | [ 37 ] |
| 11 | A Viagem                       | Globo                          | 167                            | 11 de abril de 1994 até 21 de outubro de 1994     | 52,4 pontos            | 2,05 milhões           | [ 38 ] |
| 12 | O Rei do Gado                  | Globo                          | 209                            | 17 de junho de 1996 até 14 de fevereiro de 1997   | 52 pontos              | 2,08 milhões           | [ 39 ] |
| 13 | A Próxima Vítima               | Globo                          | 203                            | 13 de março de 1995 até 3 de novembro de 1995     | 51 pontos              | 2 milhões              | [ 40 ] |
| 14 | Senhora do Destino             | Globo                          | 221                            | 28 de junho de 2004 até 11 de março de 2005       | 50,4 pontos            | 2,46 milhões           | [ 41 ] |
| 15 | Mulheres de Areia              | Globo                          | 201                            | 1 de fevereiro de 1993 até 25 de setembro de 1993 | 50 pontos              | 1,96 milhão            | [ 42 ] |
| 16 | América                        | Globo                          | 203                            | 14 de março de 2005 até 5 de novembro de 2005     | 49,4 pontos            | 2,44 milhões           | [ 43 ] |